# Vingulmarca
Vingulmarca (em norueguês: Vingulmark; em latim: Vingulmarchia) é o antigo nome à área que atualmente inclui os condados de Østfold, partes do oeste de Akershus (excluindo Romerícia), e partes orientais de Buskerud (municipalidades de Hurum e Røyken), e inclui o local da capital da Noruega, Oslo. Segundo as sagas dos reis medievais, foi um reino da Era Viquingue.